# Elkin Soto
Elkin Soto (Manizales, 4 augustus 1980) is een Colombiaans voetballer die bij voorkeur als middenvelder speelt. Hij verruilde in 2006 Barcelona Sporting Club voor Once Caldas.

## Clubcarrière
Soto, bijgenaamd Sultán, speelt als centrale of linkermiddenvelder. Hij maakte zijn debuut in het profvoetbal in 1999 als speler van Once Caldas. In 2005 sloot hij zich aan bij de Ecuadoraanse club Barcelona SC, waar hij in totaal 44 competitiewedstrijden speelde en zeven keer scoorde. In 2006 volgde een transfer naar 1. FSV Mainz 05.

## Interlandcarrière
Soto kwam 25 keer uit voor het Colombiaans voetbalelftal en scoorde daarbij zes keer. Onder leiding van bondscoach Reinaldo Rueda maakte hij zijn debuut voor Los Cafeteros op 28 april 2004, in een vriendschappelijke wedstrijd tegen El Salvador (0-2) in Washington D.C.. Hij viel in dat duel na 80 minuten in voor Víctor Pacheco.

## Erelijst
| Copa Libertadores                      | 1x | 2004 |
| Categoría Primera A (Winnaar Apertura) | 1x | 2003 |